# Max Reimann
Max Reimann född 1875 död 1943 var en författare och pjäsförfattare.

## Filmmanus i urval
- 1936 - Släkten är värst